# شهرستان گیلفرد (کارولینای شمالی)
شهرستان گیلفرد، کارولینای شمالی (به انگلیسی: Guilford County, North Carolina) یک سکونتگاه مسکونی در ایالات متحده آمریکا است که در کارولینای شمالی واقع شده‌است.

## خصوصیات
شهرستان گیلفرد ۱٬۷۰۴٫۲۲ کیلومترمربع مساحت دارد.